# Islanda ai Giochi della XIX Olimpiade
L'Islanda partecipò ai Giochi della XIX Olimpiade che si sono svolti a Città del Messico dal 12 al 27 ottobre 1968, con una delegazione di otto atleti impegnati in tre discipline: atletica leggera, nuoto e sollevamento pesi. Portabandiera fu il quarantatreenne Guðmundur Hermannsson, che gareggiò nel getto del peso. Fu la nona partecipazione dell'Islanda ai Giochi estivi. Non fu conquistata nessuna medaglia.